# جون كالفين ماسون
جون كالفين ماسون (بالإنجليزية: John Calvin Mason)‏ هو محامي وسياسي أمريكي، ولد في 4 أغسطس 1802 في الولايات المتحدة، وتوفي في 1 أغسطس 1865 في نفس البلد. حزبياً، نشط في الحزب الديمقراطي. وقد انتخب عضو مجلس النواب الأمريكي.